# Zara Nelsova
Zara Nelsova, właśc. Sara Katznelson (ur. 23 grudnia 1918 w Winnipeg, zm. 10 października 2002 w Nowym Jorku) – amerykańska wiolonczelistka pochodzenia rosyjskiego.

## Życiorys
Była córką flecisty, który udzielał córce pierwszych lekcji muzyki. W latach 1924–1928 była uczennicą Dezső Mahalka. W 1929 roku wyjechała do Londynu, gdzie kształciła się pod kierunkiem Herberta Walenna. Debiutowała w 1931 roku na koncercie z London Symphony Orchestra. W 1937 roku wykonała z tą orkiestrą pod batutą Malcolma Sargenta Koncert wiolonczelowy d-moll Édouarda Lalo. Wspólnie z dwoma swoimi siostrami, grającymi na fortepianie i skrzypcach, założyła Canadian Trio, z którym występowała w Kanadzie, Wielkiej Brytanii, Australii i Południowej Afryce. Od 1940 do 1943 roku była pierwszą wiolonczelistką Toronto Symphony Orchestra. 
W 1942 roku po raz pierwszy wystąpiła w Stanach Zjednoczonych, grając w nowojorskiej Town Hall. W 1955 roku przyznano jej obywatelstwo amerykańskie. Od 1962 roku wykładała w Juilliard School of Music w Nowym Jorku. W 1953 roku poślubiła pianistę Granta Johannesena, z którym grała w duecie.
Wykonywała przede wszystkim utwory twórców XX-wiecznych, w tym Paula Hindemitha, Samuela Barbera i Dmitrija Szostakowicza. Ernest Bloch zadedykował jej swoje 3 suity na wiolonczelę solo.
Grała na wiolonczeli Stradivariego „Marquis de Corberon” z 1726 roku.